# Cirilo Villaverde
Cirilo Villaverde de la Paz (Pinar del Río (Cuba), 28 d'octubre, 1812 - Nova York, 23 d'octubre, 1894), va ser un poeta cubà, novel·lista, periodista i lluitador per la llibertat. És conegut sobretot per Cecilia Valdés, una novel·la sobre classes i races a la Cuba colonial.
El 1812 es va traslladar a l'Havana, on va estudiar llatinitat, filosofia i dret, però va exercir poc temps l'advocacia, preferint dedicar-se a la literatura i a l'ensenyament. Ja abans dels vint anys s'havia donat a conèixer avantatjosament com a escriptor, i totes les seves obres van ser acollides amb entusiasmé. Ben conegut per l'exaltació de les seves idees polítiques, doncs era un dels apòstols del separatisme, des del 1840 va començar a fer-se sospitós del Govern i, compromès en un complot el 1848, la Comissió militar el va condemnar a deu anys de presidi. El 1849 va aconseguir escapar i després de no poques penalitats va poder refugiar-se a Nova York, on va ser director en cap de La Verdad, fundando más tarde en Nueva Orleans El Independiente.
D'allà es va traslladar a Filadèlfia, on es va casar amb Emilia Casanova, ànima de la Junta cubana de senyores. Indultat el 1858, va tornar a l'Havana, on va redactar el diari d'aquest títol; però cridat a Nova York, va abandonar de nou la seva pàtria i a la gran ciutat americana va dur a terme importants empreses editorials. Va escriure una de les millors novel·les de la seva terra, Cecília Valdés novel·la de costums cubans, la primera part dels quals es va publicar a l'Havana el 1839 i va ser completada a Nova York el 1882. És més de notar la seva fina observació de la realitat, com que fou escrita en ple furor romàntic; i quan a França encara no havia aparegut Émile Zola, ni Benito Pérez Galdós a Espanya, un jove literat cubà componia una obra completament realista, en què es veu aplicat amb rigor el procediment que més de trenta anys després havia de ser norma d'una escola universal.
A més de la dita novel·la, publicà les obres següents:
- El espetón de oro (Havana, 1838);
- Excursión á la Vuelta Abajo (1838, 2ª. part, 1842/43);
- La Cruz Negra (1839);
- Teresa (1839);
- La joven de la flecha de oro (1841);
- El penitente (1841);
- El ciego y el perro (1842);
- El misionero del Caroni (1842);
- La peineta calada (1842/48);
- El Guajiro (1842);
- La tejedora de sombreros de Yarei (1843);
- Compendio geográfico de la isla de Cuba (1845);
- Comunidad de nombres y apellidos (1845);
- Dos amores (1858);
- Apuntes biográficos de E. Casanova (1874);
- Palenques de negros cimarrones (1890).

També cultivà la poesia i publicà algunes obres per a l'ensenyament.